# Moiras (DC Comics)
Cloto, Láquesis y Átropos conocidas colectivamente como "Moiras", "Espíritus de la muerte" o "Los destinos" (Moirai en inglés) son personajes ficticios, personificaciones del destino pertenecientes al universo de DC Comics. Los personajes están basados en las deidades de la mitología griega del mismo nombre; Cloto (la hilandera), Láquesis (la medidora) y Átropos (la cortadora). A diferencia de la mitología que eran hijas de Ananké, en DC son hijas de Temis y Zeus.
Los Destinos (The Fates) representan un grupo de tres diosas mitológicos a menudo representadas como tejedores de un tapiz en un telar, con el tapiz dictando los destinos de los mortales e inmortales. En las distintas publicaciones de DC Comics las Moiras son presentadas ocasionalmente con otros nombres como sucedió en la historia The Odyssey of the Amazons Vol 1 6, donde se revela que las Nornas y las Moiras son las mismas entidades. Por otro lado en la popular serie de cómics de culto "The Sandman" (Vertigo - sello editorial de DC), de Neil Gaiman, Los Destinos (Moiras) son también las Furias y Hippolyta Hall como su descendiente, lo que le permite asumir estos roles.

## Historia de la publicación
Las Moiras aparecieron por primera vez en Tales of the Unexpected Vol. 1 #12 (abril de 1957) creado por Nick Cardy y Will Ely. Su concepto no fue ampliado hasta la historia de Wonder Woman Vol.2 #45 "Legacy" (agosto de 1990) de George Pérez y Mindy Newell.

## Biografía de los personajes

### Los nuevos 52
A partir de The New 52 (un reinicio de toda la continuidad de DC Comics) las Moiras aparece durante una  miniserie de seis números The Odyssey of the Amazons escrita por Kevin Grevioux con el arte de Ryan Benjamin, la historia de la Moiras se cruza con las de sus contraparte, las Normas de la mitología nórdica. Este acontecimiento tiene lugar años antes del nacimiento de la Mujer Maravilla. La historia se inspira en la Ilíada y en Jasón y los argonautas e introduce a las Amazonas, aztecas y persas. En la historia se revela que las Normas nórdicas y las Moiras griegas son un mismo ser.

## Vertigo

### Muerte
En la línea editorial de Vertigo el personaje Muerte perteneciente a los Eternos es la segunda de los Siete, y representa la muerte y el paso al más allá. Se supone que será la última en abandonar el universo, siendo la encargada de llevar lo último a través de las puertas, el personaje tendría un papel similar al de las Moiras.

### Tres brujas
Las tres brujas aparecieron por primera vez en Witching Hour Vol. 1 #1 (marzo de 1969) y fueron creadas originalmente como humanas por Alex Toth, esta misteriosa trinidad (es en realidad, un ser con tres aspectos) son conocidas como las bondadosas o las tres brujas, las tres poseen muchas formas diferentes. Una forma, conocida como Hecateae, es un trío de tres espíritus que pueden predecir el futuro y ver dónde se encuentran las personas o las cosas perdidas. Otra encarnación es la de las Amables, quienes derrocaron su ira sobre aquellos que han derramado sangre familiar.
Individualmente, las tres personalidades de las Amables son comúnmente conocidas con los nombres de Cynthia, Mildred y Mordred (o Morgan). Independientemente de la encarnación, se manifiestan como tres mujeres de diferentes edades: la joven Cynthia, Mildred de mediana edad y Mordred anciano. En su forma común como las Tres Brujas, las Amables son contadores de historias que a menudo se han asociado con Caín y Abel. A menudo realizaban competiciones para ver cuál de los tres era el mejor contador de historias, obligando a los desafortunados mortales a juzgar.
Las Tres Brujas se originaron como anfitriones en The Witching Hour (1969), y fueron introducidas como brujas humanas, no como deidades sobrenaturales. Eran invitados frecuentes en House of Mystery y House of Secrets. Cuando se canceló Witching Hour, se trasladaron a The Unexpected, donde permanecieron hasta poco antes de la cancelación de esa serie. Las Tres Brujas fueron revividas en The Sandman por Neil Gaiman, quien las estableció como una única entidad sobrenatural con tres aspectos y una naturaleza elemental mucho más peligrosa. Se dice que las Tres Brujas tuvieron muchas encarnaciones diferentes. Como muchas de esas encarnaciones aparecen fuera de las historias más grandes de Sandman, se enumeran allí como personajes separados. Ellos son conocidos como: Las Erinyes, Las Moiras, Hécate, Artemisa y Luna, Hecate Trioditus y Las Parcas de Roma.

## Poderes y habilidades
Como personificaciones del destino tienen habilidades destacables, como su control sobre el hilo de la vida de cada ser mortal e inmortal desde el nacimiento hasta la muerte, y aun después de que estos se encontraran en el inframundo. Las Moiras también eran temidas y respetadas por los dioses. El mismo Zeus estaba sujeto a sus decisiones. Otras características que poseen son:
- Inmortalidad: nunca envejecen ni mueren; se dice que representan pasado, presente y futuro.
- Poder para alterar la realidad: tejiendo hebras de la vida y el destino, pueden cambiar el destino de los seres y alterar la realidad hasta cierto punto.[8]
- Habilidades y control mágico.

## En otros medios

### Película
- Varios seres con túnicas similares a las Moiras pero llamadas Mortajas (Shrouds en inglés) aparecen el la película animada Justice League Dark Cuando John Constantine, Batman, Zatanna y Deadman se dirigen a la casa de Ritchie Simpson encuentran a estos seres (aparentemente femeninos todos) planteadas fuera de la casa esperando reclamar el alma de Ritchie. Ellas son atraídas brevemente por Batman, de quien dicen a escapado y burlado muchas veces la muerte. Posteriormente son alejadas cuando Ritchie es reanimado y trasladado a la Casa de los Misterios.[9]

### Televisión
- En el quinto capítulo de la quinta temporada de "Legends of Tomorrow" se revela que el personaje de Charlie es en realidad Cloto, quien destruyo su telar años atrás y ahora es perseguida por sus hermanas. Es interpretada por Maisie Richardson-Sellers